# Swinglea
Свінглея — монотипний рід квіткових рослин, що належить до родини Рутові. Він містить лише один вид — Свінглея клейка.
Вона походить з Філіппін.
Назву роду Свінглея присвоєно на честь Волтера Теннісона Свінгла (1871–1952), американського ботаніка-агронома, який зробив значний внесок у класифікацію та таксономію цитрусових. Рід має один відомий синонім — Chaetospermum (M.Roem.) Swingle. Латинський видовий епітет glutinosa походить від слова gluten, що означає клей.
Обидва — рід і вид — були вперше описані та опубліковані в журналі "Journal of the Arnold Arboretum", том 8, на сторінці 131 у 1927 році.